# Cavernicolo

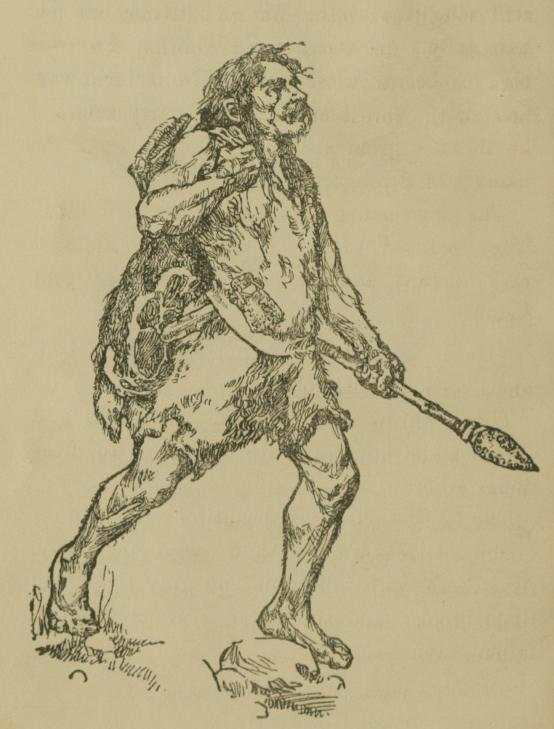
Una raffigurazione di un cavernicolo

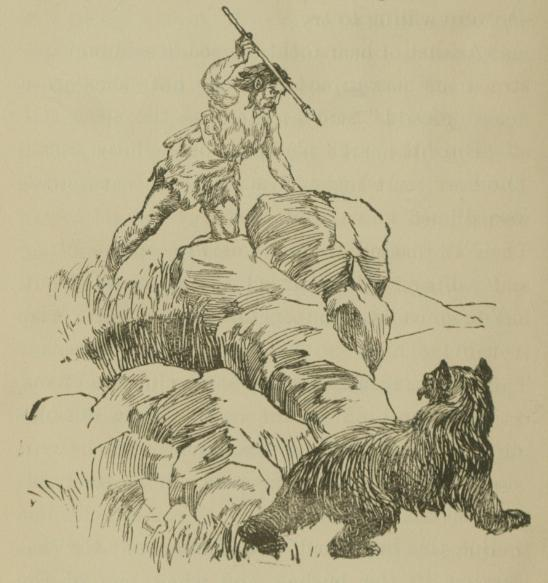
Illustrazione di un cavernicolo a caccia di un orso

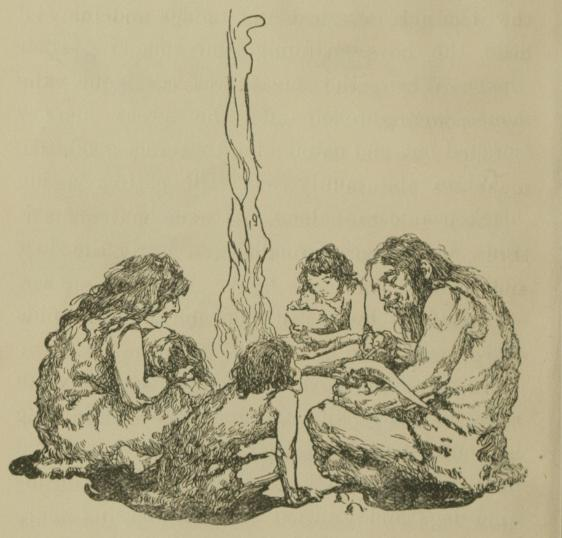
Cavernicoli attorno al fuoco

Il cavernicolo o uomo delle caverne è uno stereotipo e personaggio tipo stilizzato dell'aspetto e del comportamento degli uomini dell'Età della pietra; in alcuni casi, sono usate informalmente per riferirsi anche all'uomo di Neanderthal o all'Uomo di Cro-Magnon. Corrisponde alla definizione tassonomica, oggi considerata obsoleta, Homo troglodytes (Linnaeus, 1758), comunemente troglodita.

## Caratteristiche del termine
Da un punto di vista scientifico, il termine viene considerato sviante, e ancora più infondati sono i luoghi comuni associati comunemente al termine. Il cavernicolo viene generalmente rappresentato come un uomo tarchiato, peloso, vestito di pelli animali e armato di clava, lancia od osso, che vive in una caverna. Nella narrativa, nei film, nei cartoni animati e nei videogiochi è ricorrente l'errore storico di rappresentare i cavernicoli come contemporanei dei dinosauri, il cui è anacronistico poiché i dinosauri non aviani si estinsero alla fine del Cretaceo, circa 66 milioni di anni prima della comparsa dell’Homo sapiens. 
L’epoca più spesso associata a questo archetipo è il Paleolitico, noto anche come Età della pietra, tuttavia, il Paleolitico è solo una fase dell’Età della pietra.

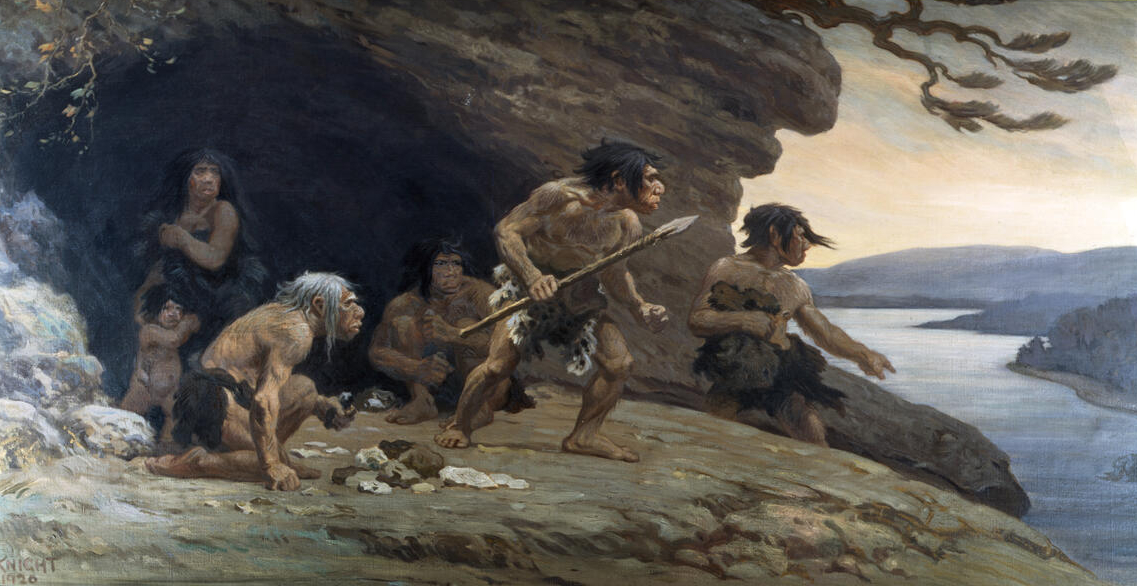
Le Moustier Neanderthals (Charles R. Knight, 1920)

L’immagine di queste persone che vivono nelle caverne nasce dal fatto che è proprio nelle caverne che è stata trovata la maggior parte degli artefatti delle culture dell’Età della pietra europea. Tuttavia, ciò riflette probabilmente più il grado di conservazione offerto dalle caverne nel corso dei millenni, piuttosto che un’indicazione del fatto che fossero una tipica forma di rifugio. Fino all’ultima era glaciale, la grande maggioranza degli esseri umani non viveva nelle caverne, poiché le tribù nomadi di cacciatori-raccoglitori abitavano una varietà di strutture temporanee, come tende o capanne.